# Tufah
Tufah is een bestuurslaag in het regentschap Bireuen van de provincie Atjeh, Indonesië. Tufah telt 649 inwoners (volkstelling 2010).